# Astrabudua
Astrabudua è una stazione della linea 1 della metropolitana di Bilbao.
Si trova lungo Madaripe Bidea, nel quartiere Astrabudua di Erandio.

## Storia
La stazione è stata inaugurata l'11 novembre 1995 con il primo tratto della linea 1.